# 劇男一世風靡
劇男一世風靡 （げきだんいっせいふうび） は、1980年代から1990年代初頭にかけ活躍した男性路上パフォーマンス集団。

## 概要
劇男一世風靡
1983年7月25日、既に解散した「零心会」と“非・零心会”とに分裂していた劇男零心会の、“非・零心会”メンバーによって『劇男一世風靡』設立。代表は大戸天童、団長は平賀雅臣。主にディスコで知り合った仲間たちで結成された。トレードマークはズート・スーツ、赤い靴下。所属事務所は株式会社 劇男一世風靡。
正団員、準団員、次生、研修生などの職制があった。
毎週日曜日、渋谷区原宿やNHK前路上にて、寸劇・踊りなどをパフォーマンスした。
劇男一世風靡からの選抜で一世風靡セピアがあった他に、アンケート調査を行っていたSTREETCLUBが存在した。最盛期には100名以上が在籍。
1987年10月、劇男一世風靡メンバー15人で、ニューヨーク市のアポロ・シアターにて海外公演を行い、タイムズ・スクエアやリンカーンセンターなどで路上パフォーマンスを行った。
1989年7月31日、一世風靡セピア解散ライブ渋谷公会堂公演が行われ、在籍していた劇男メンバーのほとんどが退団した。
新生一世風靡
その後、新生一世風靡として森田晶が中心となり、新メンバーを募って1992年まで活動。

## 劇男員
劇男一世風靡
- 大戸天童（代表）
- 平賀雅臣（団長）
- 小林彩志（副団長）
- 加藤護之守（本部長）
- 小木茂光[注 2]
- 哀川翔[注 2]
- 柳葉敏郎[注 2]
- 松村冬風[注 2]
- 春海四方[注 2]
- 西村香景[注 2]
- 武野功雄[注 2]
- 米山善吉
- 吉満涼太
- 勝俣州和[注 3]
- 山口粧太
- 調所軒吉
- 礎原隆影
- 中野英雄
- 工藤真一
- 百瀬堪介
- 野口祭六
- 奥山太嘉朗
- 板谷英生
- 山崎雅之

新生一世風靡
- 森田晶（新生リーダー）
- 中田常義（新生サブリーダー）
- 薬袋哲弘
- 高川善和
- 前田剣太郎（現：KENTARO）
- 小野修
- 根岸大介
- 石渡裕幸
- 三浦旅人
- 水口拓郎
- 絵崎一也
- 重松秀紀
- 熊谷淳二
- 植井太郎
- 河嶋昭治
- 山口竜
- 山口弘幸
- 大石裕司（後にFINAL LIGHTSに移籍）
- 上田徹
- 千田賢二